# Rod Svobodnega Kamnitnika
Društvo tabornikov Rod svobodnega Kamnitnika ali krajše RSK deluje neprekinjeno od svoje ustanovitve, kot samostojna mladinska organizacija na območju Škofje Loke. Rod šteje preko 200 članov, razporejeni pa so v različne starostne kategorije.
Z aktivnostmi, sestanki in akcijami se trudijo mladim ponuditi kar najbolj celostno izobraževanje z učenjem skozi igro in delo.

## Zgodovina
Društvo tabornikov Rod svobodnega Kamnitnika je bilo ustanovljeno 28. marca leta 1954.
Zaradi lažjega in boljšega zagotavljanja skupnih ciljev in interesov so se taborniki leta 1965 na območju takratne občine združili v Zvezo tabornikov občine Škofja Loka – ZTO. Sestavljali so jo taborniki iz Škofje Loke (Odred svobodnega Kamnitnika, danes Rod svobodnega Kamnitnika in Odred Sorškega polja, ki je prenehal delovati), Žirov (danes Rod zelenega žirka), Železnikov (Selški odred, danes Rod zelene sreče), Gorenje vasi in Poljan (Odred Ivana Tavčarja, ki je prenehal delovati). ZTO je delovala vse do konca osemdesetih let dvajsetega stoletja.
Škofjeloški taborniki so bili zelo aktivni in izredno uspešni na orientacijskih tekmovanjih, ta sloves pa so obdržale tudi sedanje generacije. Poleg udeležbe na tekmovanjih so se lotili tudi organizacije le-teh. Od leta 1971 vsako leto drugo soboto v januarju organizirajo orientacijsko taborniško tekmovanje Glas svobodne Jelovice, katerega se ga navadno udeleži približno 300 tabornikov iz cele Slovenije.

### 50. obletnica delovanja rodu
Organizacija Republiškega orientacijskega tekmovanja v letu 2003 je bila prva od aktivnosti, ki so se zvrstile ob praznovanju 50. obletnice delovanja rodu. Praznovanje so obeležili z organizacijo številnih aktivnosti za občane, vrhunec praznovanja pa je bila slavnostna akademija, na kateri so praznovanje sklenili loški taborniki vseh starosti. Načelnik Zveze tabornikov Slovenije je rodu ob tem svečanem trenutku podelil zlato plaketo Zveze tabornikov Slovenije.

### Priznanja
1. 1967: Bloudkova plaketa za razvoj taborniške organizacije v občini
2. 2003: Zlata plaketa Zveze tabornikov Slovenije
3. 2004: Srebrni grb Občine Škofja Loka

## Delovanje
Organizirani so v več družin in klubov. Vsaka družina oziroma klub ima svoj program, prilagojen različnim starostnim skupinam tabornikov. Od leta 2012 so se v Škofji Loki pojavili tudi raziskovalci in raziskovalke.
|                                   | družina/klub | barva rutke             | starostni razpon   |
| --------------------------------- | ------------ | ----------------------- | ------------------ |
| murni                             |              | rumena                  | 4 leta - 1. razred |
| medvedki in čebelice (MČ)         | Sonček       | rdeča z rumenim robom   | 7 - 11 let         |
| gozdovniki in gozdovnice (GG)     | Bober        | zelena z rumenim robom  | 6. - 9. razred     |
| popotniki in popotnice (PP)       | PP klub      | modra z rumenim robom   | 16 - 21 let        |
| raziskovalci in raziskovalke (RR) |              | oranžna z rumenim robom | 21 - 27 let        |
| grče                              | klub grč     | vijolična               | od 27. leta naprej |

## Aktivnosti RSK
Vsako leto 22. aprila se odpravijo na rodov izlet. Ta dan je tudi Dan tabornikov in dan Zemlje. V času zimskih počitnic se najmlajši taborniki odpravijo na zimovanje. Ta po navadi potekaja v prostorih osnovnih šol. V poletnih mesecih se zvrstijo taborjenja vsah družin in klubov. Na začetku novega šolskega in taborniškega leta se odpravijo tudi na jesenovanja.

### Tekmovanja v organizaciji RSK
- januar - vsako leto: Orientacijsko tekmovanje Glas svobodne Jelovice - GSJ
- 2. maj - vsako leto: Golažijada

- Avtoorientacija

- september 2005 - cilj Vodiška planina. Udeležba: 9 ekip

- april 2007 - cilj CŠOD Medved. Udeležba: 16 ekip

- april 2008 - colj CŠOD Gorenje. Udeležba: 14 ekip
- Republiško orientacijsko tekmovanje - ROT

- 1973: Ob 1000, obletnici Škofje Loke.

- 2003: Ob praznovanju 50. obletnice rodu
-2016